# Globularia nudicaulis
Globulaire à tiges nues
Espèce
Classification APG III (2009)
La globulaire à tiges nues (Globularia nudicaulis), est une plante vivace qui appartenait à la famille des Globulariaceae selon la classification classique de Cronquist (1981), actuellement à la famille des Plantaginaceae selon la classification phylogénétique APG III (2009).

## Synonymie
- Globularia alpina

## Description
Petite plante herbacée haute de 10 à 25 cm. Feuilles basales en rosette, pétiolées ; les fleurs sont bleues, groupées en inflorescence globuleuse, la hampe florale est glabre, sans feuilles, ce qui a donné le nom à l'espèce. 

## Distribution
Cette plante pousse sur sol basique, en montagne (Alpes, Pyrénées), dans des pelouses sèches, souvent caillouteuses.